# Ягъёль (приток Ленского Полоя)
Ягъёль — река в России, протекает по Ленскому району Архангельской области. Устье реки находится в 16 км по правому берегу протоки Ленский Полой реки Вычегда. Длина реки составляет 16 км. Высота устья — 58,3 м над уровнем моря.

## Данные водного реестра
По данным государственного водного реестра России относится к Двинско-Печорскому бассейновому округу, водохозяйственный участок реки — Вычегда от города Сыктывкар и до устья, речной подбассейн реки — Вычегда. Речной бассейн реки — Северная Двина.
Код объекта в государственном водном реестре — 03020200212103000023719.